# Éter silílico de enol

Estrutura geral de um silil enol éter.

Os éteres silílicos de enol, ou silil enol éteres, em química orgânica são uma classe de compostos orgânicos que compartilham um grupo funcional comum que consiste em um enolato unido por seu oxigênio a um grupo organosilano.
Os éteres silílicos de enol são intermediários sintéticos importantes em síntese orgânica.

## Síntese
- Trimetilsilil enol éteres podem ser preparados de cetonas na presença de uma base forte e cloreto de trimetilsililo ou uma base fraca e triflato de trimetilsililo. Mais especificamente, os trimetilsilil enol éteres, R2C=CR-OSiMe3 ou R2C=CR-OTMS, podem ser preparados a partir de cetonas em presença de uma base, trietilamina sob control termodinâmico ou LDA e -78 °C sob controle cinético, e cloreto de trimetilsililo.
- Éteres silílicos de enol podem formar-se por capturando qualquer enolato formado em uma adição conjugada nucleofílica.[1][2]
- Uma maneira bastante exótica de gerar éteres silílicos de enol é via o rearranjo de Brook de substratos apropriados.[3]

## Reações orgânicas
O éteres silílicos de enol reagem como nucleófilos em, por exemplo:
- Reações do tipo aldólica.
- Reações de Michael.
- Alquilações.